# Lars Patrick Berg
Lars Patrick Berg, né le 22 janvier 1966 à Francfort-sur-le-Main, est un homme politique allemand, membre du parti Alliance Allemagne (LKR).
De 2016 à 2019, il est membre du Parlement du Land de Bade-Wurtemberg. De 2019 à 2024, il est député au Parlement européen.

## Biographie
Il obtient son diplôme d'études secondaires en 1988 au collège St. Blasien. Il étudie l'histoire de l'Europe de l'Est à Tübingen, Heidelberg et à Munich.